# Manuel Marinho Alves
Manuel Marinho Alves, bekannt unter dem Künstlernamen Maneca (* 28. Januar 1926 in Salvador da Bahia; † 28. Juni 1961 in Rio de Janeiro) war ein brasilianischer Fußballspieler. Der Stürmer war Mitglied der brasilianischen Nationalmannschaft bei der Fußball-Weltmeisterschaft 1950 in Brasilien.
Während seiner Karriere als Fußballspieler, die von 1943 bis 1957 dauerte, spielte er für die Clubs Galícia EC, EC Vitória, CR Vasco da Gama und Bangu AC. Er gewann die Staatsmeisterschaft von Rio de Janeiro viermal. Den Vorläufer der Copa Libertadores den Campeonato Sudamericano de Campeones gewann er 1948. Später gewann er die Staatsmeisterschaft von Bahia (sogen.: Campeonato Baiano) dreimal.
Er war bereits Mitglied der brasilianischen Nationalmannschaft bei der Copa América 1949, kam als Ersatzspieler jedoch nicht zum Einsatz. Bei der Fußball-Weltmeisterschaft 1950 in Brasilien spielte er in vier Spielen mit und schoss ein Tor beim 7:1-Sieg über Schweden. Insgesamt beschränken sich seine Einsätze für die Seleção auf sechs Spiele, die alle im Jahr 1950 stattfanden.

## Erfolge
- Copa América: 1949 (ohne Einsatz)
- Fußball-Weltmeisterschaft: Vize-Weltmeister 1950
- Campeonato Carioca: 1947, 1948, 1950 und 1952
- Campeonato Sudamericano de Campeones: 1948
- Campeonato Baiano: 1943, 1954, 1956